# دهستان بیژن‌آباد
دهستان بیژن‌آباد، یکی از دهستان‌های بخش مرکزی شهرستان رودبار جنوب در استان کرمان ایران است. مرکز این دهستان، روستای بیژن‌آباد است.

## جمعیت
بر پایه سرشماری عمومی نفوس و مسکن در سال ۱۳۹۵، جمعیت دهستان بیژن‌آباد برابر با ۱۱٬۶۲۹ نفر بوده است.